# Glossotrophia africana
Glossotrophia africana là một loài bướm đêm trong họ Geometridae.